# ديفيد بيرس (سياسي)
ديفيد بيرس (بالإنجليزية: David Pearce)‏ هو سياسي أمريكي، ولد في 30 مارس 1960 في وارنسبورغ في الولايات المتحدة. حزبياً، نشط في الحزب الجمهوري. وقد انتخب عضو مجلس ولاية ميزوري وانتخب عضو مجلس نواب ولاية ميسوري.